# Molophilus difficilis
Molophilus difficilis är en tvåvingeart som beskrevs av Alexander 1927. Molophilus difficilis ingår i släktet Molophilus och familjen småharkrankar. Inga underarter finns listade i Catalogue of Life.